# جيمس وليامز (عسكري)
جيمس وليامز (بالإنجليزية: James Williams)‏ هو عسكري أمريكي، ولد في 1740 في مقاطعة هانوفر في الولايات المتحدة، وتوفي في 7 أكتوبر 1780 في Kings Mountain National Military Park ‏ في الولايات المتحدة.